# هيساو إغاوا
هيساو إغاوا (江川央生 إغاوا هيساو) هو ممثل ياباني ولد في 13 سبتمبر 1962 في طوكيو.

## أدواره في الأنمي

### مسلسلات أنمي تلفزيونية
- ناروتو شيبودن - كيلر بي
- روك لي وأصدقائه النينجا - كيلر بي
- إينوياشا - غينكوتسو
- كوكب ملك الوحوش - دكتور لوكي
- بلاك كات - نايزر بروكهايمر
- بيرسونا ترينيتي سول - كونيو إيتو
- سبيد غرافر - ماكابي
- ناباري نو أو - شيرانوي
- شامان كينج - موسكي
- سلام دانك - ماهر
- ترانسفورمرز سايبرترون - أوفرهول
- ريد غاردن - راندي فورست
- ون بيس - كوروؤبي، جون جاينت (الصوت الثالث)
- كيشين تايسن جيجانتيك فورميولا - رايزن راكويتشي
- كايبا - فانيلا
- البدلة المتنقلة جاندام 00 - آرثر غودمان
- أبطال الديجيتال الجزء الأول - الغول، كركوش
- هاكابا كيتارو - الرئيس
- بلاك بلاد براذرز - بادريك سيريهان
- شعلة ريكا - تسوميمارو
- كيكايشي - يوكي
- بليتش - شريكر
- NOIR - باولو
- ترايجان - مارفن
- تايغر آند باني - المفجر
- بليد - ساراغي
- بيرسونا 4 ذي أنيميشن - دايدارا
- بيرسونا 4 ذا غولدن أنيميشن - دايدارا
- هاجيمي نو إيبو Rising - إيواو شيمابوكورو
- كاراكوري كيدن هيو سنكي - إيشي
- دراغون بول Z - بيروشكي، ريكوم, سبوبوفيتش
- دراغون بول كاي - بيروشكي، سبوبوفيتش
- دراغون بول سوبر - بيروشكي
- يونا فتاة الفجر - يو-هون
- فرسان التنكاي - غرانوكس
- أوشيو و تورا - هيتوتسوكي
- بوكيمون - رئيس العمال
- بوكيمون بلاك/وايت - دون جورج
- هايكيو!! ثانوية كاراسونو في مواجهة أكاديمية شيراتوريزاوا - كيشين أوكاي (الصوت الثاني)
- هايكيو!! TO THE TOP - كيشين أوكاي
- كاكيغوروي - جون كيواتاري
- دوروهيدورو - فاوكس
- فيري غون - بيفي ليسكر

### أنمي الإنترنت
- 7 سيدز - دوسي ياناغي

### أوفا أنمي
- كوبرا ذي أنيميشن: ذا سايكوغان - غوميز

### أفلام أنمي
- دراغون بول سوبر: برولي - موروكو

## أدواره في ألعاب الفيديو
- ناروتو شيبودن: ألتيميت نينجا ستورم ريفولوشن - كيلر بي
- ناروتو شيبودن: ألتيميت نينجا ستورم 4 - كيلر بي
- بيرسونا 5 - مونيهيسا إيواي

## أدواره في الدبلجة اليابانية
- دراغون بول إيفولوشن - يامتشا
- هاري بوتر والأمير الهجين - فنرير غريباك
- لوست - سعيد جراح
- باتمان: الجرأة و الشجاعة - ديسبيرو

## وصلات خارجية
- هيساو إغاوا على موقع IMDb (الإنجليزية)
- هيساو إغاوا على موقع ميتاكريتيك (الإنجليزية)
- هيساو إغاوا على موقع روتن توميتوز (الإنجليزية)
- هيساو إغاوا على موقع ميوزك برينز (الإنجليزية)
- هيساو إغاوا على موقع قاعدة بيانات الفيلم (الإنجليزية)
- هيساو إغاوا على موقع ANN person (الإنجليزية)